# Hermya minor
Hermya minor là một loài ruồi trong họ Tachinidae.